# Pierre Beccu
 (septembre 2017).
Si vous disposez d'ouvrages ou d'articles de référence ou si vous connaissez des sites web de qualité traitant du thème abordé ici, merci de compléter l'article en donnant les références utiles à sa vérifiabilité et en les liant à la section « Notes et références ».
Pierre Beccu est un réalisateur français, né le 27 septembre 1963 à Chambéry. 

## Formation
Après un Bac D à Chambéry, il arrive à Paris en 1981, pour étudier le cinéma à l'Université Paris 3 - Sorbonne Nouvelle.
En 1983, il poursuit sa formation en Italie, où il fait partie du "Groupe BASSANO – Ipotesi Cinema", créé et dirigé par Ermanno Olmi, le réalisateur de L'arbre aux sabots.

## Filmographie
À partir de 1984, il réalise des documentaires pour la télévision, avant de passer au long métrage en 1992, avec La dernière saison, puis Un voyage entre amis.
Ensuite, Pierre Beccu s'est surtout consacré au documentaire pour la télévision et le grand écran. 
Depuis 1997, Pierre Beccu mène en parallèle de son travail d'auteur-réalisateur, des dispositifs cinéma avec les jeunes générations, pour un nouvel engagement artistique et citoyen. Dans la méthode désormais portée par l’association « 6labs - les enfants médiateurs », tout part d’une perception forte de la nature et du milieu environnant pour aller vers le récit via le langage cinématographique et les outils numériques. Mis en confiance sur leur pouvoir créateur, les enfants et les jeunes deviennent auteurs et acteurs du monde présent et du futur à construire, et par conséquent prescripteurs et médiateurs pour les adultes qui les entourent. 

### Longs métrages de fiction
- Un voyage entre amis - 2001
- La Dernière Saison - 1992

### Long métrage documentaire
- Graines d'espoir - 2019
- Regards sur nos assiettes - 2014
- Cuba, l'an 50 - 2009

### Principaux documentaires
- Le Secret dans l'arbre - 2016
- Un violon dans la tête - 2011
- Un mariage français - 2010
- Lyon, ville entrouverte - 2007
- Jack Lesage, comme une image - 2007
- Henry Tracol, 8mm rue des frères Lumière - 2006
- Mémoires de Dauphiné-Savoie et des Alpes : 1912-1970  - 1999/2003
- Mon lycée, c'est le Pérou - 1997
- Maurienne, un siècle d'alu - 1997
- Alambics - 1996
- Mayotte - 1994
- Cent coups à Bussang - 1994
- Portrait d'un homme devenu ordinaire - 1994
- En amont la zizique - 1994
- Les Montagnes du cinéma - 1993
- L'Ami des chamulas - 1993
- Retour au pays - 1993
- Les Papillons du Michoacan - 1993
- Les Voladores - 1993
- La Montagne au tournant - 1993
- Chasseur de vampires - 1989
- Andrea - 1987
- L'Argenterie des Bauges - 1986
- Le Troisième Œil - 1985

### Principaux projets avec la jeunesse
- Graines d'espoir - 2019 - Long métrage documentaire - Sortie Novembre 2019
- Les Rendez-vous de juillet - 2017 [2] — 5 courts métrages sur des thèmes différents produits par les enfants lors du Festival
- Le harcèlement, qui fait quoi ? - 2017 - 6ème7 du Collège Lachenal à Faverges (Haute-Savoie)
- Les P'tits Chatin se cultivent - 2016 - documentaire - 11 minutes. Après avoir vu « Regards sur nos assiettes »[3], les CE2 et CM1 de l'école Elisée Chatin de Grenoble enquêtent sur l'alimentation autour d'eux[2].
- Kalimba (2016) et A l'envers de l'assiette (2015) - Les deux ateliers ont eu lieu au LEGTPA de Roanne Chervé (Loire) et portent sur le thème de l'alimentation
- De l'homme à l'humain - 2015 - 12 minutes - Lycée du Bugey à Belley (Ain) - sur le thème de la déshumanisation
- Nomad's land (2014) et Pastoralisme d'ici et là-bas (2012) - Festival Pastoralismes et Grands Espaces des 7 Laux (Isère)
- Jeunes engagés pour une alimentation saine, locale et responsable - 2014 - documentaire - 8 minutes - Projet J'ADAPT par WECF
- A chaque différence une histoire - 2015 - 17 minutes - Classe de terminale du lycée des Cordeliers à Cluses (Haute-Savoie) - sur le thème de la différence
- Ibuka (souviens-toi) - 2014 - 41 minutes - documentaire - Classe de Seconde du Lycée du Bugey à Belley (Ain) sur le génocide des Tutsis au Rwanda
- École(s) pour tous - 2014 - les enfants des écoles des Bauges devant (Savoie) réunissent plusieurs générations pour parler de l'école
- Holly Wood - 2011 - fiction - 11 minutes. Atelier théâtre du Collège du Semnoz (Seynod, 74). Prix d'interprétation au festival Ciak Junior de Trévise (Italie)
- Mes chers agneaux - 2011 - fiction - 17 minutes. Classe unique CM1 - CM2 de l'Ecole de Servoz (Haute-Savoie), dans le cadre du dispositif L'école filme l'alpage
- Une guerre, une vallée - 2010 - documentaire - 90 minutes. Classe de 3e du Collège de Boëge (Haute-Savoie)
- Bauges 44, n'oublions pas - 2006. Classe de 3e du Collège du Châtelard (Savoie)

Un travail sur la Seconde guerre mondiale dans les Bauges a été réalisé avec le Collège des Bauges. Le livre - dvd "Bauges 39-45 : De l'épreuve de la guerre à l'exercice citoyen" recense les travaux effectués de 2006 à 2012. Il comprend 4 heures d'images, une partie historique rédigée par Eric Le Normand et une partie portant sur la transmission de la mémoire par les jeunes écrite par Pierre Beccu.